# Cheduba
L'île de Cheduba (également appelée « Manaung ») est une île qui longe la côte occidentale du Myanmar, dans l'État d'Arakan. 

## Source de la traduction
- (en) Cet article est partiellement ou en totalité issu de l’article de Wikipédia en anglais intitulé « Cheduba_Island » (voir la liste des auteurs).